# Upplands runinskrifter 381
Upplands runinskrifter 381 är ett vikingatida runstensfragment av granit på Mariakyrkans kyrkogård, Sigtuna och Sigtuna kommun. Runstenen är cirka 0,6 gånger 0,5 meter och är inmurad i den östra ytterväggen i Gernerska gravkoret. Runhöjden är cirka 8 centimeter.
I Gernerska gravkoret finns också runstensfragmentet U Fv1992;159A inmurat.

## Inskriften
Translitterering av runraden:
...-n · ui-... ... : ... ...n : resa : ... ...ita...a...u · kuþ : hiabi at · ...
Normalisering till runsvenska:
... ... ... ... ... ræisa ... ... Guð hialpi and ...
Översättning till nusvenska:
... Gud hjälpe anden ...